# Advent (Loriot)
Advent ist ein Gedicht des deutschen Humoristen Loriot. Darin wird, eingebettet in ein adventliches Umfeld, die Ermordung eines Försters durch seine Ehefrau sowie dessen anschließende Zerteilung für den späteren Verzehr beschrieben. Erstveröffentlicht wurde das Gedicht in einem von Loriot gezeichneten und synchronisierten Trickfilm, der in der elften Folge der Serie Cartoon am 7. Dezember 1969 zum ersten Mal im Deutschen Fernsehen erschien. Der Trickfilm wurde später in den bekannten Sketch Vertreterbesuch einmontiert, der erstmals 1978 in Folge VI der Serie Loriot gezeigt wurde, aber vor allem aus der 14. Folge der Schnittfassung der Serie aus dem Jahr 1997 bekannt ist, die unter dem Titel Weihnachten bei Hoppenstedts zum Standardprogramm der ARD an den Weihnachtstagen gehört. Neben diesen Fernsehveröffentlichungen erschien das Gedicht erstmals 1971 in Loriots Kleine Prosa auch als gedruckter Text und ist Bestandteil einiger weiterer Veröffentlichungen von Loriot.

## Inhalt
Das Gedicht berichtet, wie eine Förstersfrau am Nikolausabend ihren Mann im Forsthaus erschießt. Den Plan dazu hatte sie gefasst, weil er sie beim Reinigen des Hauses störte. Nach der Tötung bricht sie den Mann „nach Waidmanns Sitte“ auf. Ein Stück Filet behält sie als Festtagsbraten für sich zurück, den Rest teilt sie auf sechs Pakete auf und wickelt sie in Geschenkpapier ein. Die Geschenke gibt sie an Knecht Ruprecht weiter, der auf einem Hirsch angeritten kommt und um Gaben für Bedürftige bittet.

## Veröffentlichung
Erstmals veröffentlicht wurde das Gedicht in der elften Folge der vom Süddeutschen Rundfunk produzierten Fernsehserie Cartoon, die erstmals am 7. Dezember 1969 im Deutschen Fernsehen gezeigt wurde. Darin wird es in einem von Loriot gezeichneten Trickfilm von einem älteren Mann, der in einem Stuhl sitzt, aus einem Buch vorgelesen. Der Mann, der wie fast alle Figuren in Loriots Trickfilmen von Loriot selbst synchronisiert wird, spricht dabei mit säuselnder Stimme. Im Hintergrund hängt ein Adventskranz, an dem zwei Kerzen brennen. In der 21. und letzten Folge der Sendung vom 25. Dezember 1972, die weitgehend aus Wiederholungen von Beiträgen aus den vorhergehenden Folgen bestand, wurde der Trickfilm noch einmal gezeigt.
Neun Jahre später verwendete Loriot den Trickfilm erneut im Sketch Vertreterbesuch, der erstmals am 7. Dezember 1978 in der sechsten und letzten Folge der von Radio Bremen produzierten Serie Loriot gezeigt wurde. Darin erhält Frau Hoppenstedt Besuch von je einem Wein-, Staubsauger- und Versicherungsvertreter, mit denen sie nach dem Konsum von etlichen Flaschen Wein eine Art Party feiert. Dickie, das Kind der Hoppenstedts, schaltet nach einiger Zeit auf Wunsch der Mutter den Fernseher an, in dem der Trickfilm gezeigt wird. Der Sketch Vertreterbesuch wurde 1993 auch in der achten und letzten Folge der Serie Wiedersehen mit Loriot gezeigt, die aus Zusammenschnitten von alten Trickfilmen und Sketchen Loriots bestand. 1997 wurden 14 neugeschnittene Folgen der Serie Loriot produziert, in die neben den Sketchen der älteren Fassungen auch Sketche der Sendungen Cartoon, Loriots Telecabinet und Report Baden-Baden sowie einige weitere Fernsehauftritte eingearbeitet wurden. Vertreterbesuch erschien zusammen mit dem Advent-Film in der 14. Folge mit dem Titel Weihnachten bei Hoppenstedts, die am 22. Juli 1997 zum ersten Mal gezeigt wurde. Diese Folge hat sich mittlerweile ähnlich wie Dinner for One zu einem Klassiker des deutschen Fernsehens entwickelt und wird jährlich an Weihnachten auf verschiedenen Sendern der ARD gezeigt.
Gedruckt erschien Advent zum ersten Mal 1973 in Loriots Kleine Prosa und wurde seitdem auch in verschiedenen weiteren Sammelbänden und Ausstellungskatalogen veröffentlicht.

## Analyse
Das Gedicht ist strophenlos und ähnelt laut dem Germanisten Stefan Neumann mit seinen Paarreimen und dem jambischen vierhebigen Versmaß kindgerechten Weihnachtsgedichten wie dem Gedicht Knecht Ruprecht von Theodor Storm. Daneben erinnere es stilistisch an Balladen und Bänkellieder und könne somit als eine gleichzeitige Parodie auf volkstümliche Festtagsgedichte und Schauerballaden verstanden werden. Die Komik des Gedichts entstehe dabei vor allem durch den Kontrast zwischen dem Mord und dem Kannibalismus der Försterin auf der einen Seite und der weihnachtlichen Stimmung und der gehobenen, feierlichen Sprache auf der anderen Seite. Damit sei Loriot mit Advent so nah am schwarzen britischen Humor wie in keinem seiner vorherigen Werke.
Inhaltlich greift das Gedicht mit einem Konflikt in der Ehe eine Thematik auf, die im Gesamtwerk Loriots eine sehr große Rolle spielt. Bereits in seinen frühen Zeichnungen thematisierte er das Eheleben, so etwa in der Serie Familie Liebsam, die 1954 in der Weltbild erschien, und der Quick-Serie Adam und Evchen aus dem Jahr 1956. Mit dem Realfilmsketch Herrenmoden, der 1976, also sieben Jahre nach Advent, in der zweiten Folge der Serie Loriot gezeigt wurde, löste das Thema der Konflikte zwischen Mann und Frau die Fernsehparodie als wichtigstes Grundmotiv in der Fernseharbeit Loriots ab und ist auch das Motiv von Loriots beiden Spielfilmen Ödipussi und Pappa ante portas. Das Mordmotiv der Försterin in Advent lasse dabei laut Neumann typische Elemente von Loriots Ehedarstellungen erkennen. Die Gewohnheiten der Eheleute, im Fall der Försterin die Reinigung des Hauses, sind zum einzigen Lebensinhalt geworden, der Partner wird nur noch als Störung und Bedrohung dieser Lebensinhalte empfunden. Die Zuneigung der Ehepartner füreinander ist einer gegenseitigen Feindschaft gewichen. Auch das Fehlen körperlicher Liebe werde durch die zwei Verse „Voll Sorgfalt legt sie Glied auf Glied / (was der Gemahl bisher vermied)“ angedeutet, die als für Loriot typische sexuelle Anspielung verstanden werden können. Mit der Ermordung des Ehepartners in Advent zeichne Loriot die in verschiedenen anderen seiner Werke, beispielsweise den Trickfilm-Sketchen Das Frühstücksei und Feierabend, aufgezeigten Entwicklungen in der Ehe konsequent zu Ende.
Auch dass die Gewalt von der Frau ausgeht, ist für Loriot durchaus typisch. So seien gemäß Neumann in Loriots Sketchen oft die Frauen die Aggressoren, die den Männern rhetorisch und intellektuell überlegen seien und dadurch brutaler agieren könnten. Seine Skepsis gegenüber der Sanftmütigkeit von Frauen brachte Loriot unter anderem 1992 in einem Interview mit André Müller in der Zeit zum Ausdruck, in dem er sich sicher ist, dass die Frauen nach der Überwindung ihrer Benachteiligung dieselben schlechten Eigenschaften entwickeln werden, die man bisher nur den Männern zuschreibe.

## Rezeption
Nach seiner ersten Veröffentlichung in der Fernsehserie Cartoon soll das Gedicht zu Aufregung im Rundfunkrat und einer Anfrage im Bundestag geführt haben.
1973 publizierte der Schriftsteller Wolfgang Hildesheimer im Spiegel eine Kritik am Buch Loriots heile Welt, die Stefan Neumann als Verriss bezeichnet. Für Advent findet Hildesheimer jedoch lobende Worte und ist der Meinung, das Gedicht sollte „als Beispiel lapidarer Entmythologisierung in den Balladenschatz jedes deutschen Haushalts gehören“. 1985 sorgte Hildesheimer für eine weitere Aufwertung des Gedichts, indem er es in einer in der Zeitschrift Der Rabe veröffentlichten Interpretations-Parodie in Beziehung zu unter anderem Goethe, Schiller und Matthias Claudius stellte und damit in die Literaturgeschichte einbettete.
In seinem Vortrag Satire im Fernsehen, den Loriot im Juli 1979 an der Evangelischen Akademie Tutzing hielt, verwies er auf einen Artikel der rechtsextremen Deutschen Wochenzeitung, der nach der letzten Sendung von Loriot erschienen war und ihm unterstellt hatte, mit Advent seelische Zersetzung zu betreiben.
Auch abseits von Loriot wurde Advent im Fernsehen verwendet. So wurden Teile des Gedichts 2004 in Folge 994 der Lindenstraße im Zuge eines lebenden Adventskalenders rezitiert. Auch im Theater wurde das Gedicht aufgegriffen. So verfasste Ulrich G. Engelmann in Anlehnung an Advent eine Kriminalkomödie, deren Titel In dieser wunderschönen Nacht… den Anfang eines Verses des Gedichts verwendet. In dem Stück wird eine Frau namens Förster verdächtigt, ihren Mann ermordet und zerlegt zu haben.

## Ausgaben (Auswahl)
Bildtonträger
- Loriot – Sein großes Sketch-Archiv. Warner Home Video, Hamburg 2001, DVD Nr. 4 (als Teil von Loriot 14).
- Loriot – Die vollständige Fernseh-Edition. Warner Home Video, Hamburg 2007, DVD Nr. 4 (als Teil von Loriot VI).
- Loriots große Trickfilmrevue. Salzgeber, Berlin 2023, DVD/Blu-ray.

Tonträger
- Loriots Heile Welt. Deutsche Grammophon, Hamburg, 1978, Schallplatte.
- Loriot. Litera, Ost-Berlin, 1988, Schallplatte.
- Loriots Klassiker. Deutsche Grammophon, Hamburg, 1988, CD.

Bücher
- Loriots Kleine Prosa. Diogenes, Zürich 1971, ISBN 3-257-20013-7, S. 79–81.
- Loriots Heile Welt. Diogenes, Zürich 1973, ISBN 3-257-01649-2, S. 30–31.
- Menschen, Tiere, Katastrophen. Reclam, Stuttgart 1992, ISBN 3-15-008820-8, S. 108–109.
- Gesammelte Prosa. Diogenes, 2006, ISBN 978-3-257-06481-0, S. 668–669.